# دنی ویلسون (بازیکن فوتبال، زاده ۱۹۶۰)
دنی ویلسون (انگلیسی: Danny Wilson؛ زادهٔ ۱ ژانویهٔ ۱۹۶۰) بازیکن فوتبال سابق و مربی فوتبال فعلی، اهل بریتانیا است.
از باشگاه‌هایی که در آن بازی کرده‌است می‌توان به باشگاه فوتبال لوتون تاون، باشگاه فوتبال بارنزلی، باشگاه فوتبال اسکانتورپ یونایتد، باشگاه فوتبال برایتون اند هوو آلبیون، باشگاه فوتبال بری، باشگاه فوتبال چسترفیلد، باشگاه فوتبال ویگان اتلتیک، باشگاه فوتبال ناتینگهام فارست، و باشگاه فوتبال شفیلد ونزدی اشاره کرد.
وی همچنین در تیم ملی فوتبال ایرلند شمالی بازی کرده‌است.